# Fifty Shades Freed (filme)
Fifty Shades Freed (bra: Cinquenta Tons de Liberdade; prt: As Cinquenta Sombras Livre) é um filme erótico estadunidense, da franquia Fifty Shades of Grey, baseado no best-seller e livro homônimo da autora britânica E. L. James, com a direção de James Foley. O filme é estrelado por Dakota Johnson e Jamie Dornan como Anastasia Steele e Christian Grey, respectivamente, e segue o casal enquanto eles se casam, e devem lidar com o ex-chefe de Ana (Eric Johnson), que começa a persegui-los.
As filmagens de Fifty Shades Freed e de seu antecessor, Fifty Shades Darker, ocorreram simultaneamente com início em 9 de fevereiro de 2016, em Paris e Vancouver. Foi lançado em 8 de fevereiro no Brasil e em Portugal, e um dia depois, nos Estados Unidos.
O filme, assim como seus dois antecessores, recebeu críticas majoritariamente negativas, direcionadas ao roteiro e atuações, mas mesmo assim foi um sucesso de bilheteria, arrecadando mais de 370 milhões de dólares. É o filme de menor bilheteria da trilogia.

## Elenco
- Dakota Johnson como Anastasia "Ana" Grey
- Jamie Dornan como Christian Grey
- Eric Johnson como Jack Hyde, ex-chefe e stalker de Ana.
- Eloise Mumford como Katherine Kavanagh, a melhor amiga de Ana e noiva de Elliot Grey.
- Rita Ora como Mia Grey, filha adotiva de Carrick Gray e Dra. Grace Trevelyan Gray, e irmã mais nova de Christian e Elliot Gray.
- Luke Grimes como Elliot Grey, irmão mais velho de Christian e Mia Gray, e noivo de Katherine.
- Victor Rasuk como José Rodriguez, um dos amigos de Anastasia.
- Max Martini como Jason Taylor, guarda-costas de Christian.
- Jennifer Ehle como Carla May Wilks, mãe de Anastasia.
- Kim Basinger como Elena Lincoln, ex-dominante de Christian. (somente versão sem censura)
- Marcia Gay Harden como Grace Trevelyan Grey, mãe adotiva de Christian.
- Bruce Altman como Jerry Roach.
- Arielle Kebbel como Gia Matteo, a arquiteta recomendada por Elliot Gray para projetar o futuro lar de Anastasia e Christian.
- Callum Keith Rennie como Ray, ex-padrasto de Anastasia.
- Robinne Lee como Ros Bailey, a segunda no comando de Christian.
- Brant Daugherty como Luke Sawyer, guarda-costas de Ana.
- Amy Price-Francis como Liz Morgan, cúmplice de Jack.
- Tyler Hoechlin como Boyce Fox, autor popular cujos livros são publicados pela SIP.
- Ashleigh LaThrop como Hannah,  colega de trabalho e amiga de Ana.
- Fay Masterson como Gail Jones, empregada de Christian.
- Hiro Kanagawa como Detetive Clark.

## Produção
A Universal Pictures e a Focus Features garantiram os direitos da trilogia em março de 2012. Os filmes foram produzidos pela Michael De Luca Productions. Em uma exibição de fãs do primeiro filme em Nova York em 6 de fevereiro de 2015, a diretora Sam Taylor-Johnson confirmou que as continuações dos livros Fifty Shades Darker e Fifty Shades Freed também seriam adaptadas, com a primeira sequência em seguida, definido para ser lançado em 2016. Após o anúncio, Taylor-Johnson disse ao Digital Spy que "não é minha decisão [voltar], e eu não tenho conhecimento de nenhuma das discussões". Em 12 de novembro de 2015, TheWrap relatou que James Foley iria dirigir ambas as sequências, que seriam filmadas ao mesmo tempo em 2016, com Niall Leonard escrevendo o roteiro e Michael De Luca e Dana Brunetti voltando a produzirem, junto com E. L. James e Marcus Viscidi. Dakota Johnson e Jamie Dornan também voltaram aos papéis principais. Em 8 de fevereiro de 2016, Arielle Kebbel foi escalada para o filme para interpretar Gia Matteo, uma bela arquiteta contratada por Christian para construir sua casa, e em 12 de fevereiro de 2016, Eric Johnson foi escalado como Jack Hyde, o chefe de Ana na SIP e stalker. Em 20 de fevereiro de 2016, Brant Daugherty assinou contrato para interpretar Sawyer, o guarda-costas pessoal de Anastasia.

### Filmagem
Em novembro de 2015, a Universal Studios anunciou que Fifty Shades Darker e Fifty Shades Freed seriam filmadas consecutivamente, com a filmagem principal marcada para começar no início de 2016. As filmagens ocorreram em Paris e Vancouver a partir de 9 de fevereiro de 2016, até 12 de julho de 2016, sob o título de trabalho "Further Adventures of Max and Banks 2 & 3".

## Recepção

### Bilheteria
Fifty Shades Freed arrecadou US$ 100,4 milhões nos Estados Unidos e no Canadá, e US$ 271,6 milhões em outros territórios, para um total mundial de US$ 372 milhões, em um orçamento de produção de US$55 milhões.
Nos Estados Unidos e Canadá, Fifty Shades Freed foi lançado ao lado de Peter Rabbit e The 15:17 to Paris, e foi projetado para arrecadar de 37 a 40 milhões de dólares em 3.768 cinemas em seu fim de semana de estreia. Ele fez US$ 5,6 milhões a partir de previews de quinta-feira à noite, uma queda de 2% em relação aos US$ 5,7 milhões obtidos em Fifty Shades Darker no ano anterior. Acabou ganhando US$ 38,6 milhões no fim de semana, o menor da trilogia, mas o suficiente para ocupar o primeiro lugar nas bilheterias. O filme arrecadou US$ 10,8 milhões no Dia dos Namorados, o terceiro maior total para quando o feriado caiu em um dia da semana, atrás de The Vow (US$ 11,6 milhões em 2012) e Darker (US$ 11 milhões), e elevando seu faturamento em cinco dias para US$ 56,1 milhões. Em seu segundo final de semana, o filme arrecadou US$ 17,3 milhões, caindo 55,1% (um pouco melhor do que o filme anterior) e terminando em terceiro, atrás dos recém-chegados Black Panther e Peter Rabbit.
Em todo o mundo, o filme deve render de US$ 80 a US$ 90 milhões de 57 países, incluindo França, Alemanha, Reino Unido, Austrália, Brasil, México e Japão, para uma estreia mundial de US$ 113 a 130 milhões nos primeiros três dias. Ele acabou faturando US$98,1 milhões do exterior para uma estreia global de US$ 136,9 milhões, fazendo uma queda de 7% em relação ao filme anterior, mas ainda terminando em 54 dos 57 mercados. Seus principais países foram a Alemanha (US$ 10,7 milhões), o Reino Unido (US$ 8,8 milhões) e a França (US$ 8,7 milhões).

### Resposta da crítica
No site Rotten Tomatoes, o filme tem uma classificação de aprovação de 12%, com base em 180 avaliações, e uma classificação média de 3,08/10. O consenso crítico do site diz: "Fifty Shades Freed traz sua trilogia excitante a uma conclusão desajeitada, criando uma franquia cinematográfica que se soma a uma ménage à trois nitidamente insatisfatória". Em Metacritic, o filme tem uma pontuação média ponderada de 31 em 100, com base em 43 críticos, significando "geralmente avaliações desfavoráveis". As audiências pesquisadas pelo CinemaScore deram ao filme uma nota média de "B+" em uma escala A+ a F, a mesma pontuação obtida por Darker, informou que 56% das mulheres (que compunham 81% da audiência de fim de semana de abertura) deram ao filme uma "recomendação definitiva".
Manuela Lazic, revisora do IndieWire, deu ao filme três de quatro estrelas, dizendo: "Finalmente, o fenômeno Fifty Shades produziu uma comédia desarmante que torna este material ridículo divertido de assistir".
O Adoro Cinema deu 1,5/5 e comemorou que este foi o último filme da franquia escrevendo: "Enfim livres" e ainda completou dizendo que este é o pior filme da franquia, Já o observatório do cinema também deu 1,5/5 estrelas com um resumo de que "Em seu último capítulo, Cinquenta Tons de Liberdade desorienta-se ao tentar registrar a vida após casamento dos protagonistas". O Omelete deu 1/5 e escreveu dizendo que "Trilogia de E.L. James termina com filme sobre nada e muito papai e mamãe".

### Prêmios
| Prêmio                 | Data da cerimônia       | Nomeado(a)                                     | Categoria              | Resultado | Ref(s) |
| ---------------------- | ----------------------- | ---------------------------------------------- | ---------------------- | --------- | ------ |
| People's Choice Awards | 11 de novembro de 2018  | Fifty Shades Freed                             | Filme de 2018          | Indicado  | [ 30 ] |
| People's Choice Awards | 11 de novembro de 2018  | Fifty Shades Freed                             | Filme de drama de 2018 | Venceu    | [ 30 ] |
| People's Choice Awards | 11 de novembro de 2018  | Jamie Dornan                                   | Ator em filme de drama | Venceu    | [ 30 ] |
| Framboesa de Ouro      | 23 de fevereiro de 2019 | James Foley                                    | Pior Diretor           | Indicado  | [ 31 ] |
| Framboesa de Ouro      | 23 de fevereiro de 2019 | Marcia Gay Harden                              | Pior Atriz Coadjuvante | Indicado  | [ 31 ] |
| Framboesa de Ouro      | 23 de fevereiro de 2019 | Niall Leonard; baseado no livro de E. L. James | Pior Roteiro           | Venceu    | [ 31 ] |